# Schäcksdorf
Schäcksdorf (niedersorbisch Šekojce) ist ein zum Ortsteil Falkenhain gehörender bewohnter Gemeindeteil der Gemeinde Drahnsdorf im Landkreis Dahme-Spreewald in Brandenburg. Der Ort gehört dem Amt Unterspreewald an, geografisch liegt der Ort jedoch nicht im Spreewald.

## Lage
Schäcksdorf liegt zwei Kilometer nordwestlich von Drahnsdorf und sechs Kilometer südsüdwestlich der Stadt Golßen im Lausitzer Heideland an der Grenze zum Niederen Fläming. Umliegende Ortschaften sind Hohendorf im Norden, Falkenhain im Nordosten, Krossen und Drahnsdorf im Südosten, Wildau-Wentdorf im Süden, Liedekahle im Südwesten, Schöneiche im Westen und Schönerlinde im Nordwesten.
Schäcksdorf liegt am Ende der Kreisstraße 6141, die den Ort mit Drahnsdorf verbindet. Nördlich von Schäcksdorf liegt das Falkenhainer Fließ, im Nordwesten schließt sich das Naturschutzgebiet Wacholderschluchten Hohendorf an.

## Geschichte
Die erste urkundliche Erwähnung von Schäcksdorf erfolgte am 17. Oktober 1527 unter der Bezeichnung Zehenstorf, zwei Jahre später wurde der Ort Czechensdorf genannt. Der Ortsname lässt sich vermutlich von einem sorbischen Personennamen ableiten. Seit 1823 ist der Ort unter seinem heutigen Namen bekannt. Schäcksdorf gehörte zur Herrschaft Golßen.
Nach dem Wiener Kongress kam die vorher sächsische Gemeinde Schäcksdorf an Preußen. Dort lag die Gemeinde im Landkreis Luckau im Regierungsbezirk Frankfurt. Laut der Topographisch-statistischen Übersicht des Regierungsbezirks Frankfurt an der Oder aus dem Jahr 1844 gab es in Schäcksdorf zu dieser Zeit 13 Feuerstellen, insgesamt hatte der Ort 119 Einwohner. Es gab außerdem eine Windmühle im Ort. 1867 hatte Schäcksdorf 138 Einwohner. Das Rittergut befand sich damals im Besitz des ehemaligen Staatsministers Otto Theodor von Manteuffel. Vor der großen Wirtschaftskrise 1929 gehörte Gut Schäcksdorf zum Forstgut Falkenhain. Eigentümer war der Regierungsrat Hauptmann a. D. Heinrich Roever. Dessen Wohnsitz befand sich in Dresden. Verwalter vor Ort war der Förster P. Wegner. Von den 300 ha Gesamtbesitz waren 300 ha Wald, weitere nähere Angaben liegen nicht vor. Die letzten Besitzer des Gutes Schäcksdorf vor der Enteignung im Jahr 1945 sollen die Herren zu Solms-Baruth gewesen sein.
Ab dem 25. Juli 1952 gehörte Schäcksdorf zum neu gebildeten Kreis Luckau im DDR-Bezirk Cottbus. Am 25. August 1966 wurde der Ort nach Falkenhain eingemeindet. Nach der Wende wurde der Kreis Luckau in Landkreis Luckau umbenannt und am 6. Dezember 1993 mit den Landkreisen Königs Wusterhausen und Lübben zum Landkreis Dahme-Spreewald fusioniert. Am 31. Dezember 2002 wurde Falkenhain mit dem Ortsteil Schäcksdorf nach Drahnsdorf eingemeindet.

## Bevölkerungsentwicklung
| Jahr | Einwohner |
| ---- | --------- |
| 1875 | 127       |
| 1890 | 95        |
| 1910 | 57        |

| Jahr | Einwohner |
| ---- | --------- |
| 1925 | 73        |
| 1933 | 44        |
| 1939 | 62        |

| Jahr | Einwohner |
| ---- | --------- |
| 1946 | 110       |
| 1950 | 112       |
| 1964 | 91        |

Gebietsstand des jeweiligen Jahres